# Mayagüez
Mayagüez (Sitio Grande de Aguas en lenguaje taíno) es un municipio costero ubicado en la costa oeste del Estado Libre Asociado de Puerto Rico. Limita por el norte con Añasco y Las Marías; con Cabo Rojo, Hormigueros y San Germán por el sur; con el canal de la Mona por el oeste y con Las Marías y Maricao por el este. Mayagüez está repartida en 20 barrios y Mayagüez Pueblo, es el centro administrativo y principal pueblo del municipio. Uno de los barrios que incluye son las islas en altamar de Mona y Monito.

## Historia
Mayagüez fue fundado en 1760 por Faustino Martínez de Matos, Juan de Silva y Juan de Aponte en una colina localizada alrededor de un kilómetro de la bahía de Mayagüez y la desembocadura del río Yagüez.
En 1760 el Imperio español le concede a los fundadores el derecho de gobierno autónomo, oficialmente separando al pueblo de Mayagüez del Partido de San Germán. Originalmente el pueblo de Mayagüez tenía como nombre "Nuestra Señora de la Candelaria de Mayagüez". Este nombre surge debido a que la mayoría de los pobladores, incluyendo los fundadores, provenían de las islas Canarias donde tienen como santa patrona a la Virgen de la Candelaria (ver: Virgen de la Candelaria en Puerto Rico).

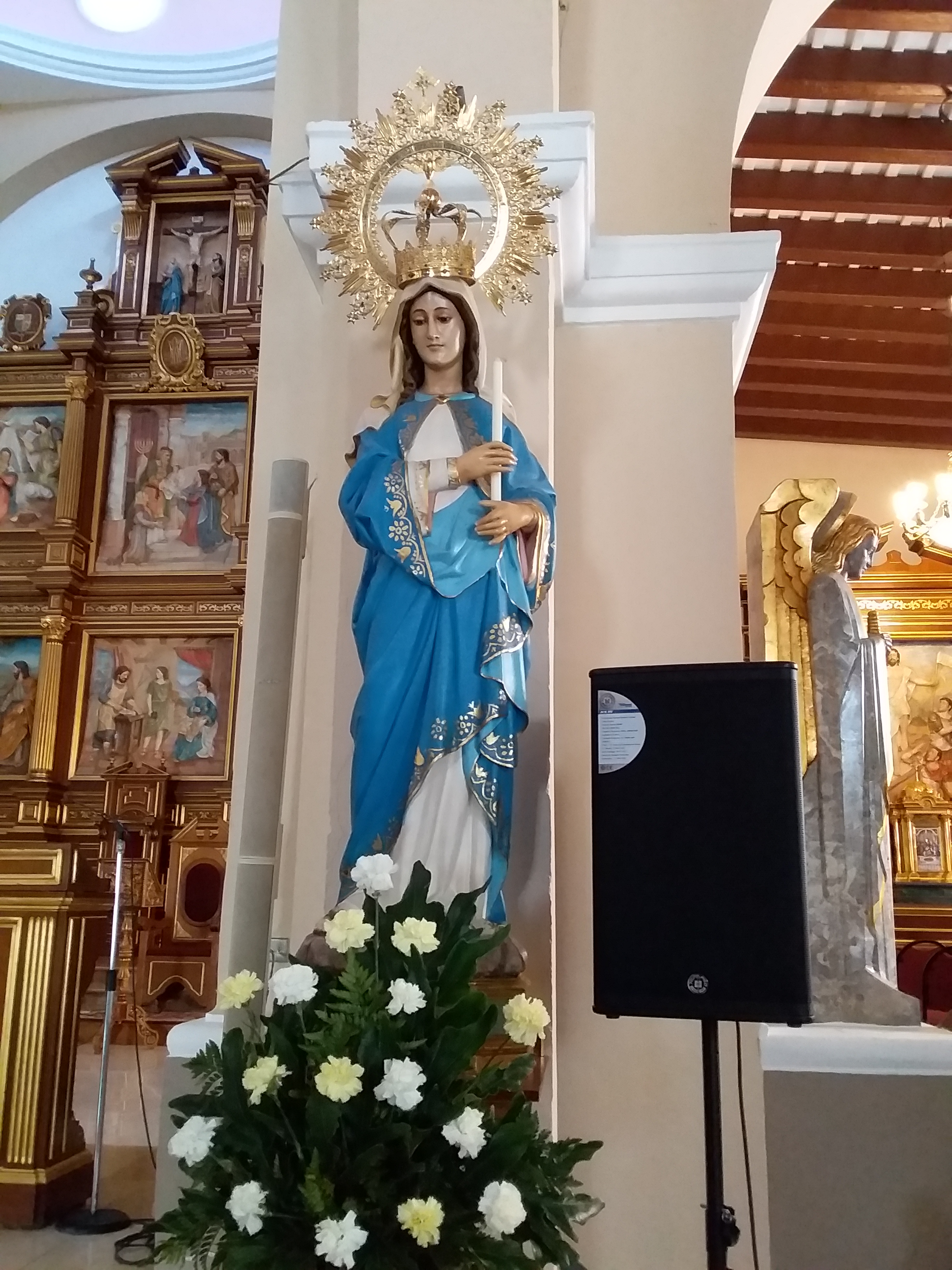
Desde su Fundación Mayaguez a tenido como patrona a la Virgen de la Candelaria con esta distintiva version mas caucasica en contraste a la versiones originales que tiene facciones de Mestizaje.

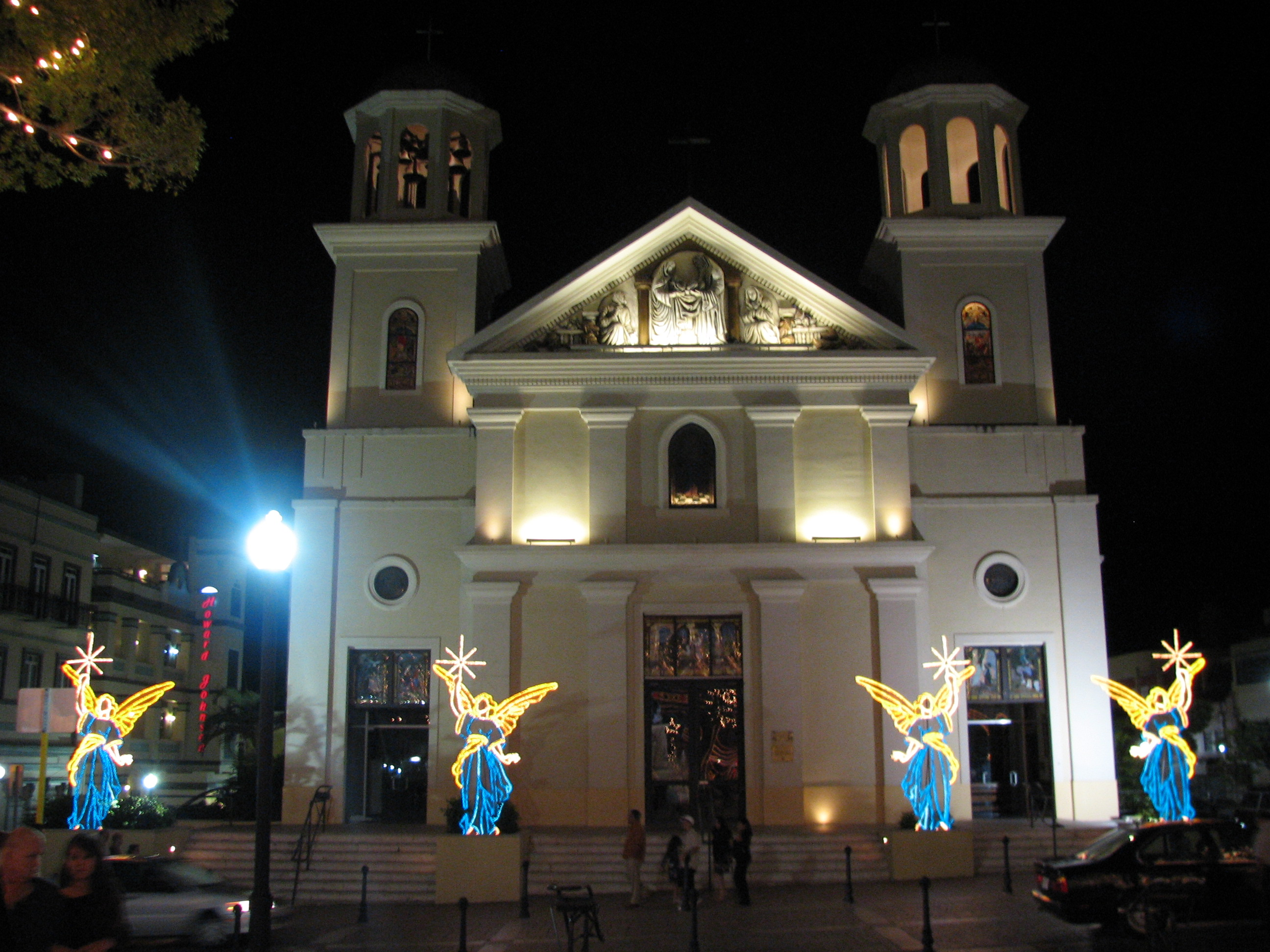
La Catedral de Nuestra Señora de la Candelaria durante navidades.

En el 1836 el poblado fue elevado al estatus de villa. En ese momento la agricultura era la principal fuente de ingresos y de trabajo. Tres años después, en 1839, el patriota Eugenio María de Hostos, importante educador, sociólogo, filósofo y escritor, nace en Mayagüez.
En 1841 un fuego destruyó parcialmente la villa. La villa fue reconstruida con algunas de sus carreteras principales agrandadas para prevenir la dispersión de fuegos futuros. El gobernador militar de Puerto Rico de ese entonces, el General Santiago de Méndez Vigo, recaudó fondos para reconstruir la ciudad. En la actualidad una de la avenidas principales de Mayagüez lleva su apellido.
En 1911 se funda el Colegio de Agricultura el cual un año después pasa a ser el Colegio de Agricultura y Artes Mecánicas (CAAM). Este nombre lo conserva por 50 años. Actualmente se conoce como el Recinto Universitario de Mayagüez (RUM) de la Universidad de Puerto Rico.
El 11 de octubre de 1918 Mayagüez fue nuevamente parcialmente destruida por el terremoto de San Fermín. El terremoto alcanzó una magnitud aproximada de 7'3 en la escala Richter y se cobró la vida de 116 personas. La municipalidad es una de las mas sismicamente activas en el territorio.

## Geografía
Mayagüez está ubicado en la parte central de la costa oeste de Puerto Rico, a aproximadamente 3 horas en automóvil desde San Juan, capital puertorriqueña. Su extensión territorial es de 201,06 km². Su geografía se compone de un extenso valle aluvial en la costa de la bahía de Mayagüez al oeste del municipio, llanos costeros y manglares en las fronteras del norte y sur; y montañas en el centro, noreste y sureste del municipio.

### Barrios
El Municipio de Mayagüez se divide en 20 barrios:
| Barrio           | Superficie | Población (2010) |
| ---------------- | ---------- | ---------------- |
| Algarrobos       | 4.31 km²   | 4383 hab.        |
| Bateyes          | 6.29 km²   | 1156 hab.        |
| Guanajibo        | 9.16 km²   | 6029 hab.        |
| Juan Alonso      | 7.22 km²   | 1158 hab.        |
| Leguísamo        | 9.74 km²   | 2096 hab.        |
| Limón            | 9.45 km²   | 1377 hab.        |
| Malezas          | 2.74 km²   | 1072 hab.        |
| Mayagüez Arriba  | 6.66 km²   | 5341 hab.        |
| Mayagüez Pueblo  | 6.60 km²   | 26,903 hab.      |
| Miradero         | 7.59 km²   | 5724 hab.        |
| Montoso          | 7.99 km²   | 1049 hab.        |
| Naranjales       | 3.97 km²   | 1109 hab.        |
| Quebrada Grande  | 6.39 km²   | 5558 hab.        |
| Quemado          | 7.18 km²   | 2518 hab.        |
| Río Cañas Abajo  | 9.24 km²   | 2459 hab.        |
| Río Cañas Arriba | 8.09 km²   | 1354 hab.        |
| Río Hondo        | 4.45 km²   | 3640 hab.        |
| Rosario          | 5.20 km²   | 1403 hab.        |
| Sábalos          | 5.16 km²   | 10,741 hab.      |
| Sabanetas        | 16.72 km²  | 4005 hab.        |

### Otros territorios
Además de los 20 barrios oficiales que componen el Municipio de Mayagüez, hay tres territorios insulares en el canal de la Mona
asignados a Mayagüez:
| - Isla de Mona (reserva natural constituida como barrio) | - Islote Monito (bajo jurisdicción del Barrio Isla de Mona) | - Islote Desecheo (bajo jurisdicción del Barrio Sabanetas) |

La Isla de Mona y los islotes de Monito y Desecheo están actualmente desahabitados.
Entre 1890 y 1941 existió una comunidad en la Isla de Mona dedicada a la explotación de guano y luego a la agricultura y plantación forestal. Desde la Segunda Guerra Mundial se evacuaron todos los habitantes de la Isla de Mona, convirtiéndose el Barrio Isla de Mona e Islote Monito en el único barrio de Mayagüez sin población permanente hoy día.

### Comunidades con reclamación de ser Barrios
Hay fuertes movimientos comunitarios que han planteado al gobierno municipal de Mayagüez su interés de que los sectores El Maní, Dulces Labios, París y Balboa sean reconocidos como barrios independientes de sus actuales jurisdicciones (siendo El Maní actualmente repartido entre los barrios Sabanetas y Algarrobos, mientras Dulces Labios, París y Balboa son a su vez parte del Barrio Mayagüez Pueblo).

Hasta el momento no se han atendido estas propuestas, por ser la Legislatura de Puerto Rico la única facultada por ley para modificar el mapa administrativo del municipio de Mayagüez.

### Zona urbana
Mayagüez Pueblo (el área urbana de Mayagüez y centro administrativo de la ciudad) está subdividido en seis «sub-barrios» y varios «sectores»:
- Candelaria: Barcelona, Ensanche Martínez
- Cárcel: Buena Vista, Colombia, Manantiales, Santurce
- Marina Septentrional: El Seco, Trastalleres, La Riviera, Mar y Sol, Monte Isleño
- Marina Meridional: Mayagüez Playa, Dulces Labios, Columbus Landing, Caserío Candelaria, Caserío Carmen, Caserío Kennedy
- Río: Balboa, París
- Salud: El Liceo, La Mineral, Broadway, Villa Angélica, Cantera, Felices Días

### Sectores y comunidades
Algunas comunidades notables en Mayagüez son:
- El Maní - comunidad costera en el Barrio Sabanetas
- Mayagüez Terrace - urbanización en el Barrio Algarrobo, al lado de la Universidad de Puerto Rico - Recinto Universitario de Mayagüez
- Alturas de Mayagüez - urbanización en el Barrio Algarrobo, cerca del Hotel Holiday Inn y el Centro de Distribución Regional
- Soledad - comunidad en el Barrio Sabanetas, cerca del Aeropuerto Eugenio María de Hostos
- Dulces Labios - comunidad en el Barrio Marina Meridional entre las carreteras #2 y #102
- El Seco - comunidad costera, donde se celebra el Festival de la Cocolía en agosto
- Balboa - comunidad aledaña a la carretera #106, famosa por la sangría Fido
- La Quinta - comunidad en la carretera #106, tiene cerca a la Universidad Adventista (Antillian College)
- Marini - comunidad rural en el Barrio Quemado
- Consumo - comunidad ubicada en el cruce entre Las Marías (carretera #119) y Maricao (carretera #106). Es el punto donde termina el territorio del municipio y el campo más distante de la ciudad de Mayagüez
- Vista Verde - urbanización ubicada entre el Centro Médico y el Centro Judicial.
- Río Cristal - urbanización ubicada al sur de Mayagüez, muy importante por ser el acceso hacia Río Hondo, Quebrada Grande y Villa Sultanita. Tiene en su territorio a la famosa escuela Elpidio H. Rivera.
- Río Hondo - comunidad en el campo con bellas vistas y bonitos montes y montanas.
- Urb. Buenaventura - urbanización que divide a Mayagüez de Hormigueros.
- Roosevelt I - comunidad Franklin Delano Roosevelt localizada cerca de la carretera # 2 (conocida como "La R", "La Militar")
- Roosevelt II - comunidad Eleanor Roosevelt localizada cerca del centro gubernamental, parque de bombas, y cuartel de la policía municipal (conocida como "El caserio viejo")
- Columbus Landing - comunidad localizada cerca de la playa y la carretera # 2 (se dice que Cristóbal Colón desembarcó en este lugar por ello el nombre del proyecto de vivienda publica "Columbus Landing")
- El Kennedy - comunidad John F. Kennedy localizada cerca de la playa y la carretera # 2
- Guanajibo - comunidad localizada cerca de la playa y de Joyuda en Cabo Rojo

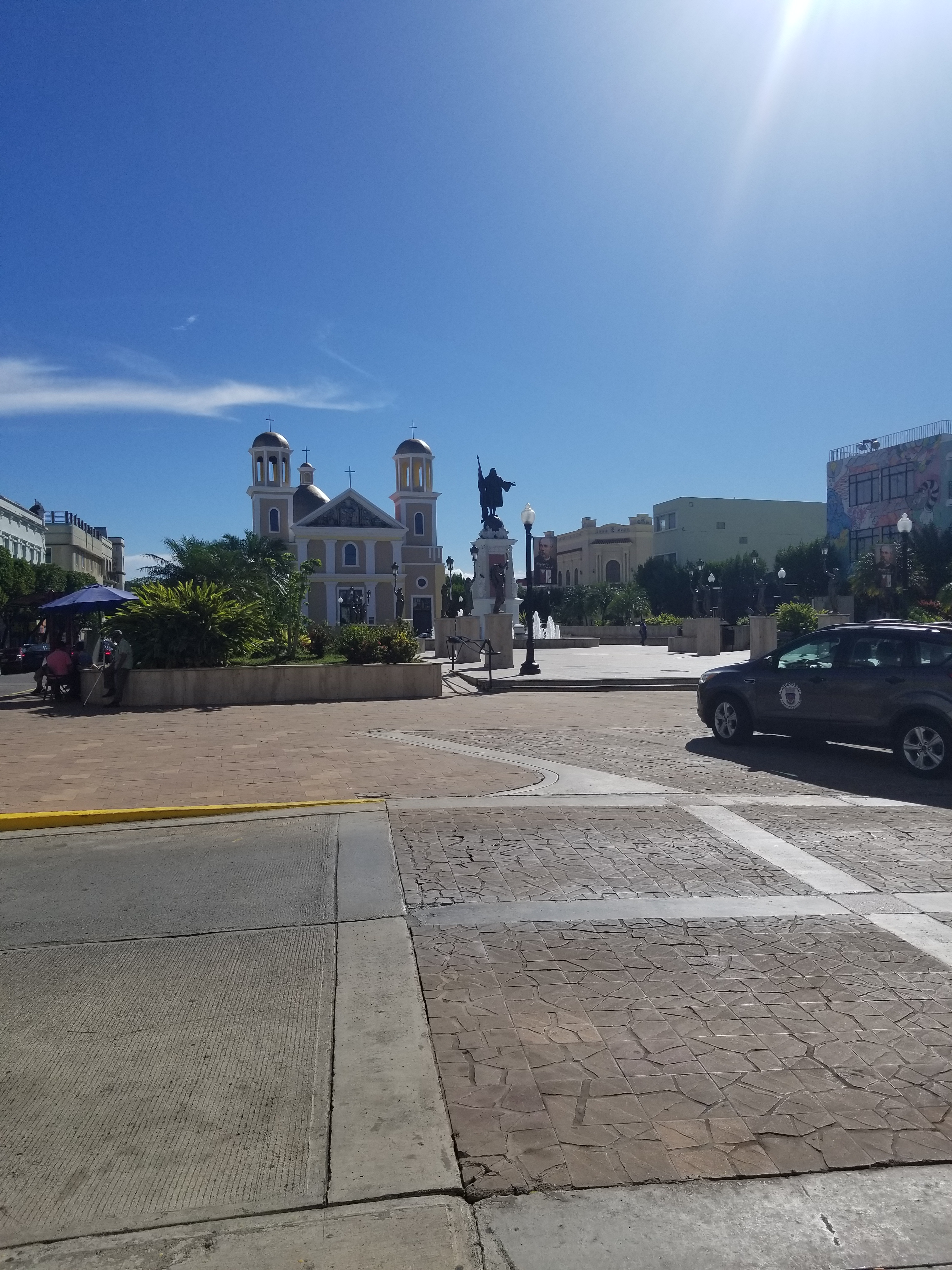
La Iglesia Catedral de Nuestra Señora de la Candelaria en una mañana soleada. La Catedral de Mayaguez es uno de los atractivos turisticos religiosos mas famosos del area oeste de Puerto Rico. Cuenta con una de las congregaciones catolico romanas mas grandes de la isla.

- La Iglesia Catedral de Nuestra Señora de la Candelaria en una mañana soleada. La Catedral de Mayaguez es uno de los atractivos turisticos religiosos mas famosos del area oeste de Puerto Rico. Cuenta con una de las congregaciones catolico romanas mas grandes de la isla.El Limón - comunidad localizada en la carretera 105

|  |  |  |  |  |  |

|  |  |  |  |  |  |

### Reservas naturales
- Refugio de Vida Silvestre Federal del Islote Desecheo
- Reserva Natural de la Isla de Mona y Monito (Departamento de Recursos Naturales y Ambientales de PR)
- Reserva Natural del Caño de la Boquilla (Barrio Sabanetas, cerca de la comunidad El Maní)

## Gobierno y administración
A través de la historia política de la Isla, Mayagüez se le ha conocido como uno de los "bastiones" del Partido Popular Democrático. Todos los alcaldes de Mayagüez han sido del Partido Popular Democrático desde 1941. En 1941, el primer alcalde de Mayagüez por el PPD, sería Manuel E. Barreto. En 1947, toma control de la alcaldía, el coameño, Baudilio Vega Berríos quien permanece en el puesto hasta 1952, cuando es elegido a un puesto de representante en la Cámara de Representantes para el cuatrenio de 1953-1956. Durante ese primer cuatrenio bajo el Estado Libre Asociado de Puerto Rico, Augusto Valentín Vizcarrondo se haría cargo de la alcaldía de la "Sultana del Oeste". Al terminar el cuatrenio, Vega Berríos decide volver a postularse para la alcaldía de Mayagüez y gana las próximas 3 elecciones (1956, 1960 y 1964) para permanecer como alcalde por los próximos 12 años. En las elecciones de 1968, gana la alcaldía Benjamín Cole, quien revalidaría en la alcaldía por 6 términos y por tanto, sería el alcalde de Mayagüez desde el 1969 hasta el 1992. En el 1993, una nueva cara ocuparía la alcaldía de Mayagüez, "Guillito", José Guillermo Rodríguez, quién hasta el 2022 siguio en el cargo completando 7 elecciones ganadas consecutivamente, superando a su predecesor, Benjamín Cole pero fue suspendido por la Fiscalia Estatal bajo una investigacion de presuntas violaciones a la Ley de Ética Gubernamental y malversación de fondos públicos. Actualmente el Ing. Jorge Ramos que servia como Vice-Alcalde es desde el 2022 el Alcalde Interino del Municipio y candidato para dicha posicion en las Elecciones generales de Puerto Rico de 2024. 
Por otro lado, en tiempos anteriores al establecimiento del ELA, y en particular bajo el dominio español, Mayagüez era reconocido como el centro del radicalismo político, "la izquierda de la isla". Muchos de los pensadores y políticos, contrarios al "status quo" se reunían en Mayagüez a planificar y desarrollar estrategias contra el gobierno colonial. Eugenio María de Hostos, Ramón Emeterio Betánces y Segundo Ruiz Belvis son solo algunos de éstos "radicales" que se concentraban en Mayagüez y pueblos aledaños. 

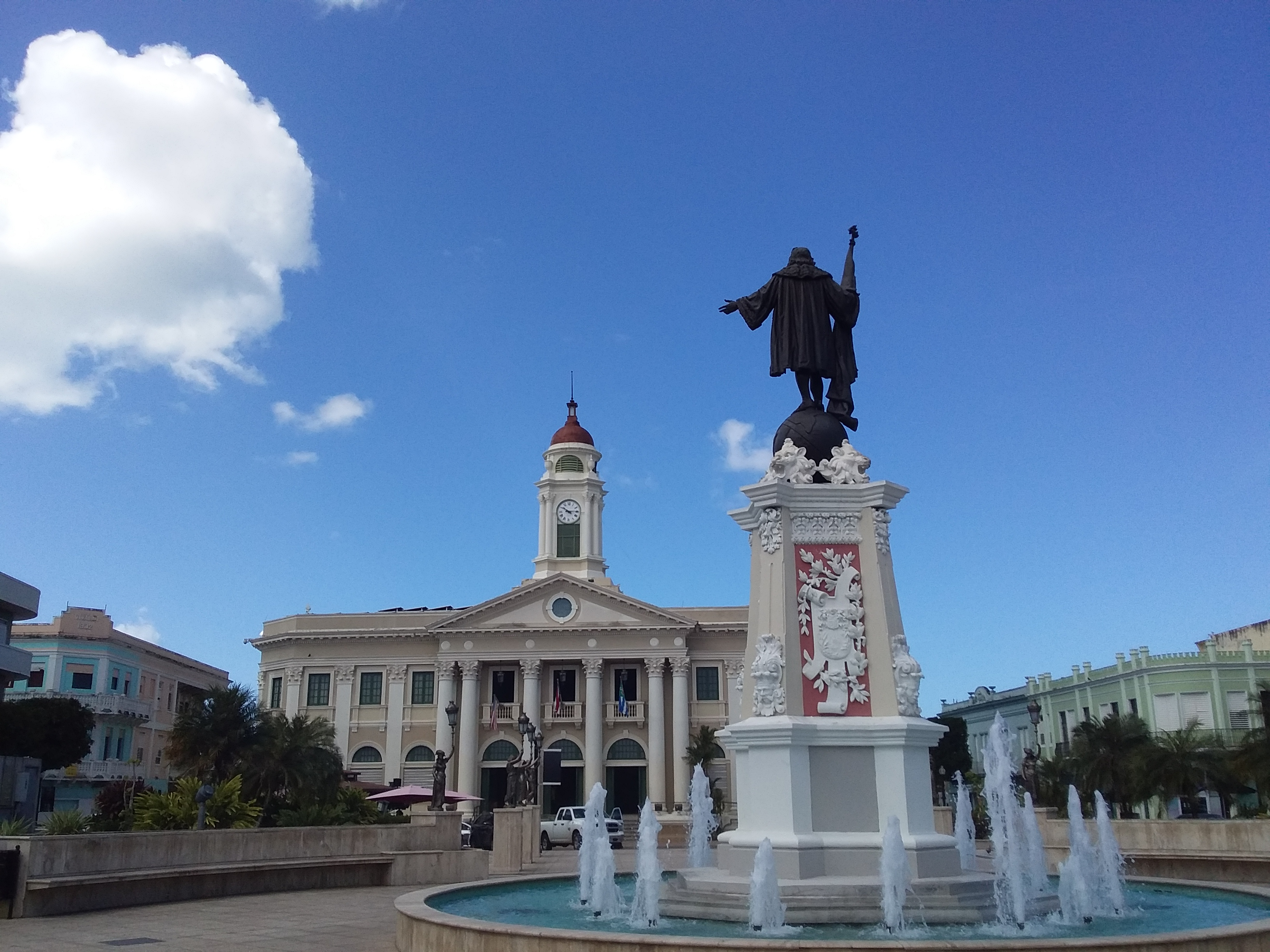
La Sede de Gobierno y Administracion Municipal se centran en la Casa Alcaldia en el centro del casco urbano de la ciudad

## Clima
Mayagüez tiene el clima más extremo de la isla. Con alta frecuencia de Tormentas en los meses de agosto a octubre capaces de producir fuertes vientos, inundaciones y hasta granizadas. La temperatura media anual es de 26 °C(79 °F). El invierno suele ser bastante seco y fresco, con temperaturas entre 18 °C (65 °F) a 29 °C (85 °F). El verano suele ser muy húmedo y caluroso con temperaturas que alcanzan los 35 °C (95 °F) con sensaciones térmicas de hasta 115 °F. De mayo a octubre es frecuente casi todas las tardes ver fuertes tormentas, debido al calor, humedad y topografía del área.
| Climograma de Mayaguez (Clima - Af) | Climograma de Mayaguez (Clima - Af) | Climograma de Mayaguez (Clima - Af) | Climograma de Mayaguez (Clima - Af) | Climograma de Mayaguez (Clima - Af) | Climograma de Mayaguez (Clima - Af) | Climograma de Mayaguez (Clima - Af) | Climograma de Mayaguez (Clima - Af) | Climograma de Mayaguez (Clima - Af) | Climograma de Mayaguez (Clima - Af) | Climograma de Mayaguez (Clima - Af) | Climograma de Mayaguez (Clima - Af) |
| --- | ----------------------------------- | ----------------------------------- | ----------------------------------- | ----------------------------------- | ----------------------------------- | ----------------------------------- | ----------------------------------- | ----------------------------------- | ----------------------------------- | ----------------------------------- | ----------------------------------- |
| E | F                                   | M                                   | A                                   | M                                   | J                                   | J                                   | A                                   | S                                   | O                                   | N                                   | D                                   |
| 60 27 18 | 69 28 17                            | 97 30 19                            | 154 31 20                           | 209 32 22                           | 123 33 25                           | 158 34 26                           | 208 34 26                           | 307 29 26                           | 277 29 24                           | 140 28 21                           | 69 27 18                            |
| temperaturas en °C • totales de precipitación en mm |                                     |                                     |                                     |                                     |                                     |                                     |                                     |                                     |                                     |                                     |                                     |
| Conversión sistema imperial\| E \| F \| M \| A \| M \| J \| J \| A \| S \| O \| N \| D \| \| 2.4 81 64 \| 2.7 83 63 \| 3.8 86 66 \| 6.1 89 69 \| 8.2 90 72 \| 4.8 92 77 \| 6.2 94 78 \| 8.2 94 79 \| 12 84 79 \| 11 84 76 \| 5.5 82 69 \| 2.7 80 65 \| \| temperaturas en °F • totales de precipitación en pulgadas \| \| \| \| \| \| \| \| \| \| \| \| |                                     |                                     |                                     |                                     |                                     |                                     |                                     |                                     |                                     |                                     |                                     |
| E | F                                   | M                                   | A                                   | M                                   | J                                   | J                                   | A                                   | S                                   | O                                   | N                                   | D                                   |
| 2.4 81 64 | 2.7 83 63                           | 3.8 86 66                           | 6.1 89 69                           | 8.2 90 72                           | 4.8 92 77                           | 6.2 94 78                           | 8.2 94 79                           | 12 84 79                            | 11 84 76                            | 5.5 82 69                           | 2.7 80 65                           |
| temperaturas en °F • totales de precipitación en pulgadas |                                     |                                     |                                     |                                     |                                     |                                     |                                     |                                     |                                     |                                     |                                     |

## Economía
Durante el siglo XIX, la economía de Mayagüez estuvo basada en el cultivo de caña de azúcar y café. Esta producción agrícola propulsó el desarrollo de su puerto, al darse la exportación de estos productos agrícolas de la región a través de casas exportadoras tales como Primitivo Grau E Hijos, F. Carrera & Hnos, Esmoris & Co., Bravo & Co., González Clementes & Co., y Francisco Blanes. Además la ciudad contaba con un gran número de almacenes; fábricas de peletería, de ladrillos y de chocolate (una de las cuales se convirtió en la hoy día Franco & Co., fabricante del «brazo gitano»); y tiendas de todo tipo. Como parte de este desarrollo agrícola, se establecieron en el siglo XX dos centrales azucareras (Rochelaise e Igualdad), la Estación Experimental Agrícola (1900) y el Colegio de Agricultura y Artes Mecánicas como centro de adiestramiento para técnicos en ciencias agrícolas.
La agricultura se mantuvo como base de la economía mayagüezana hasta mediados del siglo XX. Mientras tanto, desde principio del siglo XX se fue introduciendo la industria de la aguja (confección de ropa a domicilio por contrato) la que dio sustento a una gran cantidad de mujeres, complementando los ingresos generados por las labores agrícolas y comerciales.
En 1937 se funda la Cervecería India, una empresa netamente puertorriqueña, fundada por los hermanos Alfonso, Sabino y Ramón Valdés. Los hermanos Valdés estaban siguiendo el ejemplo de su padre, Don Ramón Valdés, que había fundado el «Mayagüez Light, Power and Ice Company» en 1910. En 1938, su primera cerveza, «Cerveza India», fue puesta a la venta.

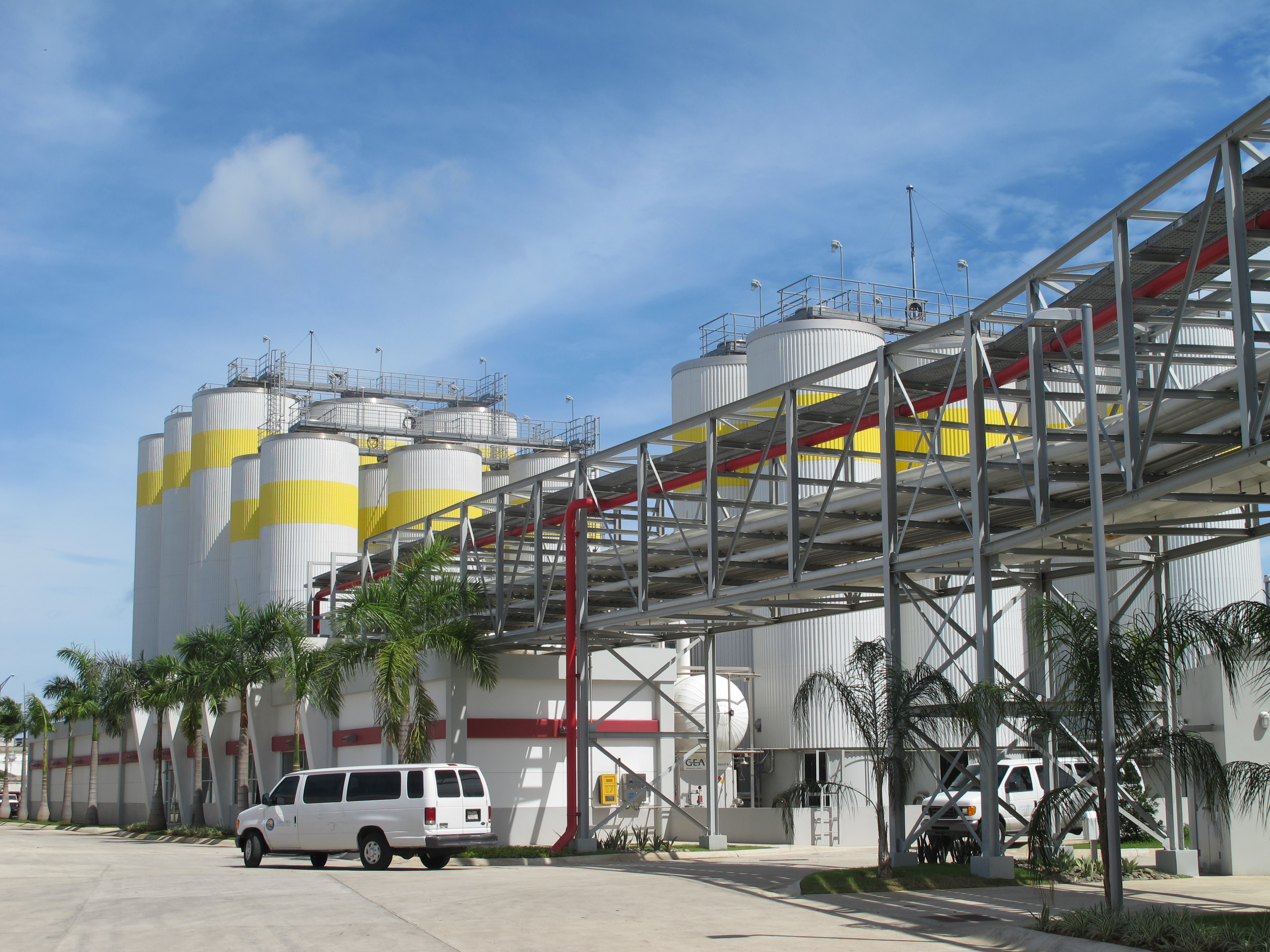
Compañía Cervecera de Puerto Rico

A fines de la década de 1940, la economía de Mayagüez se tornó de una agrícola en una fabril a través del proyecto «Manos a la Obra», convirtiéndose Mayagüez en una ciudad manufacturera. Se transformó la industria de la aguja de una a domicilio en una mecanizada y se abrieron alrededor de 100 fábricas para la manufactura de calzado, ropa, instrumentos quirúrgicos, banderas, paraguas, refrescos, guantes, medicinas y productos químicos, entre otros. Como parte de ese desarrollo industrial se construyen edificios industriales en la Zona Portuaria, en La Quinta y en el parque industrial que se establece en Guanajibo como Zona Libre de Comercio («La Zona Libre»).
A partir de 1960, la industria atunera ocupó el primer renglón de producción. La primera enlatadora de atún en establecerse fue la StarKist Caribe, luego llegaron la Del Monte de Puerto Rico y la Neptune Packing. Todas ellas se ubicaron en el Puerto de Mayagüez.
Aunque la ciudad había vivido anteriormente varias crisis económicas como resultado de catástrofes naturales (Fuego Grande de 1841, Terremoto de 1918), Mayagüez enfrentó su mayor recesión económica importante debido al cierre de sus fábricas textiles y la industria del atún, como consecuencia de la eliminación de la promoción industrial bajo las exenciones fiscales de la Sección 936 del Código de Rentas Internas de Estados Unidos. Más de 11,000 empleos permanentes en estas dos industrias se perdieron en la ciudad durante la década de 1990, y debido a esto, Mayagüez se convirtió en la jurisdicción de los Estados Unidos con el segundo mayor número de pérdidas de empleo industrial durante ese período de tiempo, sólo superado por el condado de Flint, Míchigan. Habiendo sido antes la tercera ciudad en población e importancia en Puerto Rico, la población de Mayagüez ha quedado relativamente estancada, y en los últimos años se han perdido habitantes, quienes optan por irse a vivir a los municipios cercanos o a los Estados Unidos.
Sin embargo, debido a la evolución de la infraestructura auxiliar en la ciudad y un renovado esfuerzo para repoblar el Parque Industrial Guanajibo (Zona Libre), la economía local ha visto una lenta mejora. En 2005 la Industria de Ciegos Winston-Salem fue la primera industria que se estableció en la Zona Libre en muchos años. En julio de 2007, Honeywell abrió un centro de servicio de atención al cliente para sus divisiones de industria aeroespacial y de tecnología de la información en la Mayagüez. 

## Transporte

### Aéreo
El Aeropuerto Eugenio María de Hostos fue construido originalmente como pista militar de aterrizaje durante la Segunda Guerra Mundial, el aeropuerto de Mayagüez pasó en 1955 a la Autoridad de los Puertos de Puerto Rico, que lo inauguró al uso comercial público bajo el nombre de «Aeropuerto El Maní». Durante la década de 1970 este aeropuerto fue terminal de vuelos entre Mayagüez, San Juan (Isla Grande) y Ponce (Mercedita) a través de la línea aérea Prinair. Luego, en la década de 1980 pasa a ser servido por la compañía American Eagle hasta el 2005. Actualmente recibe vuelos regulares desde y al Aeropuerto Internacional Luis Muñoz Marín por la compañía Cape Air.
En 1986 pasa a ser denominado con su actual nombre de «Aeropuerto Eugenio María de Hostos» y se inaugura un nuevo terminal de pasajeros.

### Marítimo
El primer Puerto de Mayagüez, conocido como El dockey (Mayagüez Dock), fue desarrollado por los socios y comerciantes de La Playa de Mayagüez. Estos fueron el Sr. Primitivo Grau, los hermanos Don José y Francisco Durán de Esmoris & Co., y Don Benigno Rodríguez Campoamor del grupo de F. Carrera & Hnos. Impactaron el comercio interno y externo de Mayagüez. Importaban y exportaban desde este rudimentario puerto, sal, maíz de la República Dominicana y mercancía de los Estados Unidos. El terremoto de 1918, precedido de un maremoto afecta este muelle, así como toda la ciudad.  
El segundo puerto, "El «Puerto de Mayagüez»", fue construido originalmente como la Mayagüez Shipping Terminal en 1935, el cual pasó a manos de la Autoridad de los Puertos de Puerto Rico en 1959. Este  llegó a ser el principal puerto de exportación de azúcar hasta el 1940.No obstante, diversos factores afectaron la actividad económica de Puerto Rico y por consiguiente la de los puertos, destacándose la industrialización que surge a mediados del Siglo XX.   En el 1942 el Estado Libre Asociado de Puerto Rico crea la Compañía de Fomento Industrial de Puerto Rico (PRIDCO) con el fin de  promover y llevar a cabo aquellas actividades de inversión en los sectores de manufactura, servicios y otras empresas, facilitar el intercambio comercial, e impulsar la utilización en empresas industriales.  La agricultura prontamente pierde su lugar prominente en la economía. PRIDCO adquiere terrenos alrededor del Puerto de Mayagüez y se inicia un periodo de crecimiento económico alrededor del Puerto de Mayaguez con propósitos industriales.  Entre los años 1962 a 1998, PRIDCO mantuvo contratos con StarkKst para el procesamiento de atún, cuyo mayor periodo de  empleo alcanzó la cifra de 11,000 empleados.  Bumble Bee también estableció negocios de empaque de atún desde 1962 hasta el 2012, luego de haber reducido paulatinamente su operación tras la salida de StarKist.  Otras empresas de capital local adquirieron de PRIDCO los terrenos donde enclavan sus negocios como GABSO y la Federación Agropecuaria, ambas empresas dedicadas al procesamiento de alimentos.  La Federación Agropecuaria además procesa fertilizantes.   
Desde la década de 1980 hasta el 2008, las empresas afiliadas Ferries del Caribe, Westernholding y Marine Express utilizaron el Puerto de Mayaguez como la base de operaciones de una ruta de ferry de carga y pasajeros desde y hacia la República Dominicana.  En 2008, Westernholding, corporación dueña del barco radicó una quiebra, causando el cierre temporal de estas operaciones.  Varios años más tarde  America Cruise, Ferries del Caribe y Marine Express restauran la ruta de ferry a República Dominicana, dividiendo sus salidas y llegadas entre los Puertos de Mayaguez y San Juan.  Al cabo del primer año, America Cruise establece su base de operaciones en el Puerto de San Juan.
En el 2004, la Autoridad de los Puertos de Puerto Rico transfiere la titularidad de las instalaciones portuarias a la Comisión de los Puertos de Mayagüez. El Puerto de Mayaguez consiste de un predio de terreno de aproximadamente 19 cuerdas y 1,200 pies lineales de muelle.  El calado máximo autorizado es de 30', pero la sedimentación ha reducido su capacidad en ciertas áreas hasta en 24'.   Entre el periodo de 2007 al 2014, Holland Group Port Investment estuvo a cargo de la operación y desarrollo del Puerto de Mayagüez, mediante contrato con la Comisión.  Tras no cumplir con los términos contractuales contraídos, Holland Group termina la administración del Puerto de Mayagüez durante el verano 2014.  Durante los años 2014 a 2016, el Municipio de Mayagüez asume la administración del Puerto de Mayagüez.  A partir de 2016, Puerto Mayaguez Development suscribe un contrato con la Comisió para la operación y desarrollo del Puerto de Mayagüez con un plan orientado principalmente a la industria de cruceros y de ferry, y movimiento de carga liviana.  Su inversión de capital contempla mejoras al Terminal de pasajeros, a los muelles, realizar un dragado de mantenimiento y el mercadeo del puerto como destino turístico en el Caribe.

### Red vial
Durante el gobierno español el principal y casi único acceso a Mayagüez fue por mar a través de su antiguo puerto natural de La Puntilla, del que quedan hoy como remanentes el Muelle Francés y El Dockey (Mayaguez Dock), lugar donde estaban los almacenes del barrio Marina Meridional. El Dockey fue expropiado para el desarrollo del Parque del Litoral.
A principios del siglo XX se completó una carretera para conectar a Mayagüez con San Juan (vía Añasco) y con Ponce (vía Hormigueros). Posteriormente en 1961 se construyó un nuevo expreso hacia Ponce (hoy llamado Expreso Don Luis A. Ferré) y entre 1971 y 1998 se amplió a cuatro carriles la antigua carretera hacia San Juan (hoy llamado Expreso Miguel Ángel García Méndez).
Hoy día estos dos expresos se cruzan en Mayagüez, siendo unidos en la zona urbana de la ciudad por la Avenida Eugenio María de Hostos (Carretera #2). También salen de Mayagüez las carreteras 102 (hacia Joyuda y Cabo Rojo), 105 (hacia Maricao), 106 (hacia Las Marías), 108 (hacia San Sebastián) 348 (hacia Rosario y San Germán) y 114 (hacia Hormigueros). Estas carreteras son complementadas por una extensa red de carreteras municipales que las conectan entre sí y comunican a los barrios rurales de Mayagüez con la ciudad.

### Transporte público
Mayagüez fue la primera ciudad en ofrecer servicios de tranvías de pasajeros a partir de 1872 –el primer ferrocarril de cualquier tipo en Puerto Rico– y consistía de coches tirados por caballos, la línea comunicaba el Pueblo con la Playa a través de la Calle Méndez Vigo.
A diferencia de San Juan, la base del transporte público en Mayagüez son los carros públicos (vehículos generalmente de fabricación americana operados por sus dueños o por concesión) quienes se encargan de proveer el servicio dentro y fuera de la ciudad ante la ausencia de un servicio gubernamental de transporte similar a la AMA (Autoridad Metropolitana de Autobuses).
Existe en Mayagüez una red de transportistas sindicados conocida como Mayagüez Urbano quienes brindan la transportación entre los principales puntos de la ciudad a un costo de $2.00 por ruta(2020). El transporte colectivo entre Mayagüez y San Juan es operado por la Linea Sultana, otra red de transportistas sindicados. Para los barrios rurales y los pueblos cercanos existen rutas locales de carros públicos también operados por sus dueños, pero con un horario de servicio limitado a las mañanas. Existen además varias compañías privadas de taxis.
El Municipio de Mayagüez y la Universidad de Puerto Rico - Recinto Universitario de Mayagüez operan servicios internos de transporte gratuito de trolleys en áreas donde los carros públicos Mayagüez Urbano no entran. Ambos servicios se interconectan frente al Palacio de Recreación y Deportes.

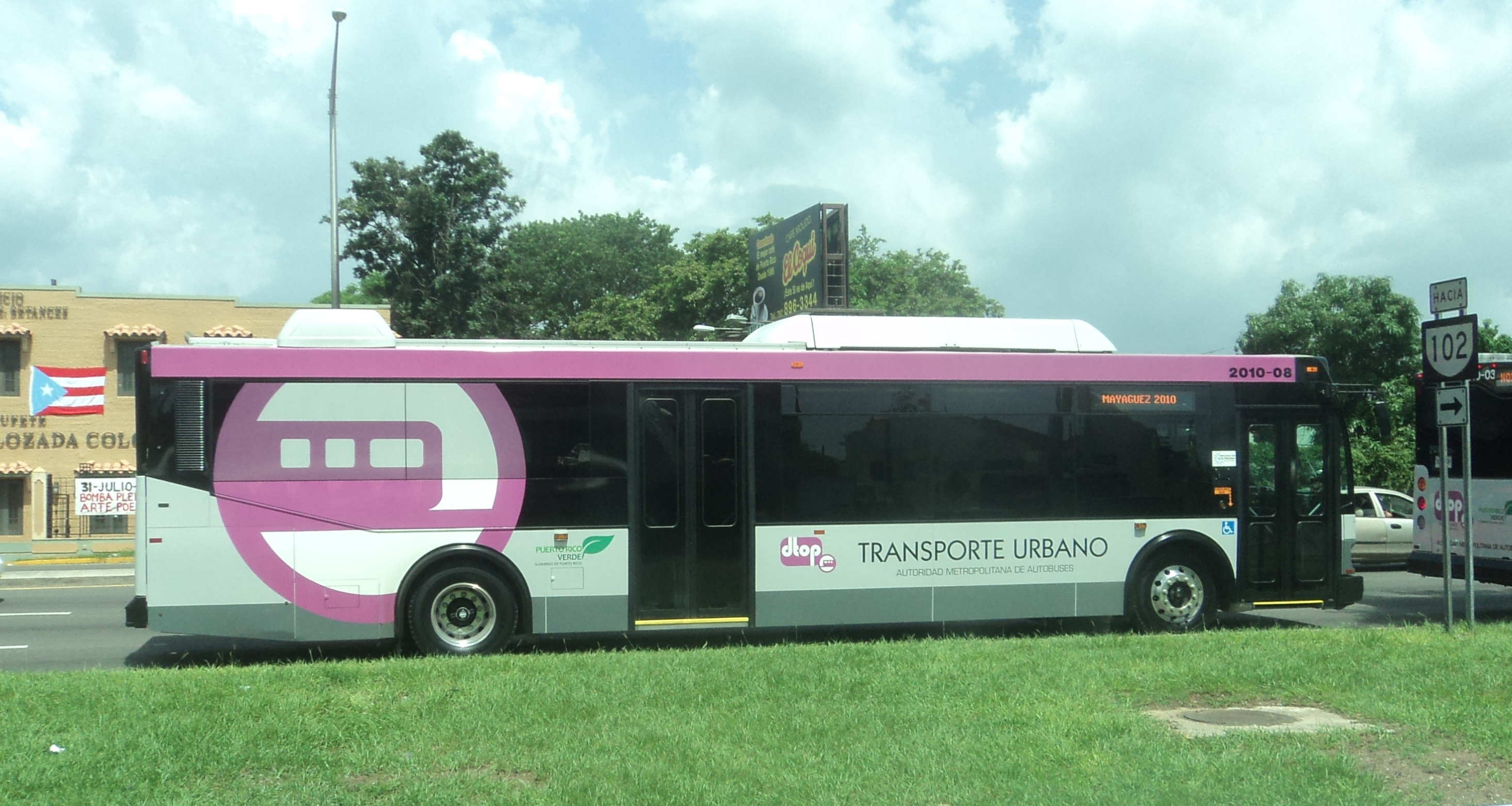
Autobús eléctrico de la AMA - Mayagüez 2010(Usados solo para ese evento deportivo).

Para los XXI Juegos Centroamericanos y del Caribe en el 2010 se estrenó un sistema de transporte colectivo expreso operado por el Departamento de Transportación y Obras Públicas estatal. Este sistema estuvo utilizando autobuses de la Autoridad Metropolitana de Autobuses asignados especialmente para dar servicio en la ciudad de Mayagüez. Durante la realización de los Juegos, estuvo transportando pasajeros a los largo de la Carretera 2 y algunas calles principales. Este sistema de transporte integró en su servicio a la red de trolleys del Recinto Universitario de Mayagüez. Aunque suspendido una vez finalizaron los Juegos, se espera reestablecerlo en un futuro próximo.

#### Transporte Integrado de Mayagüez
Desde el 16 de diciembre de 2011 el Gobierno Municipal de Mayagüez comenzó a restablecer una red de transporte colectivo operado con seis unidades tipo "trolleys" bajo el nombre de Transporte Integrado de Mayagüez (TIM)
Este sistema interno de transporte gratuito (parcialmente similar al que existió durante los Juegos Centroamericanos y del Caribe 2010) es operado con tres rutas simultáneas. Los recorridos se dan de lunes a viernes de 6:00am a 6:00pm (excepto días de fiesta). El servicio se da libre de costo.

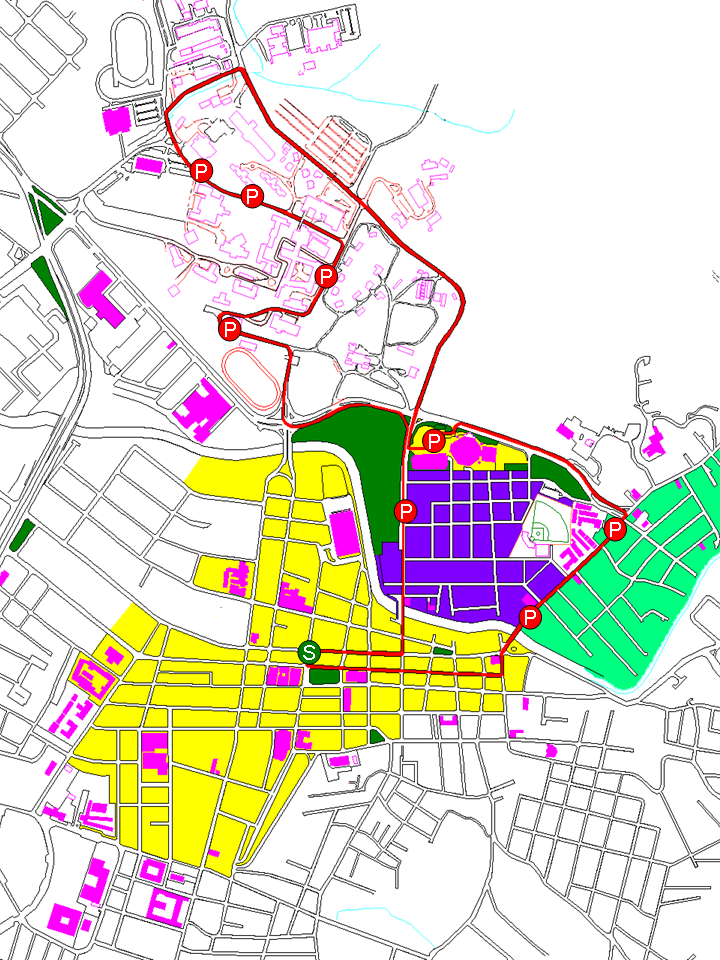
Paradas Ruta 1

##### Ruta 1
La ruta que operaba entre el Palacio de Recreación y Deportes y la Estación del Trolley cerca de la Plaza de Colón se amplió para incluir un circuito entre las calles Candelaria, Balboa, Albizu Campos, Martínez Nadal y Méndez Vigo,, con siete paradas. Conecta también con el Recinto Universitario de Mayagüez haciendo algunas paradas dentro del campus. 

-> Salida: Estación del Trolley (Calle Peral)
Paradas:
- Supermercado Mr. Special (Calle Balboa)
- Garaje Toro (Calle Balboa)
- Palacio de Recreación y Deportes (Avenida Pedro Albizu Campos)

-> Trayecto hacia el Recinto Universitario de Mayagüez vía Carretera PR-108. Entrada por el Portón Miradero.
- Calle Pinos
- Calle Palmeras
- Calle Los Caobos

-> Trayecto desde el Recinto Universitario de Mayagüez por el Portón Barcelona hacia la Avenida Pedro Albizu Campos (Carretera PR-65).
- Palacio de Recreación y Deportes (Calle Martínez Nadal)
- Frente antiguo local del Programa WIA (Calle Martínez Nadal)
- Hotel Howard Johnson (Calle Méndez Vigo)

-> Retorno a la Estación del Trolley (Calle Peral)

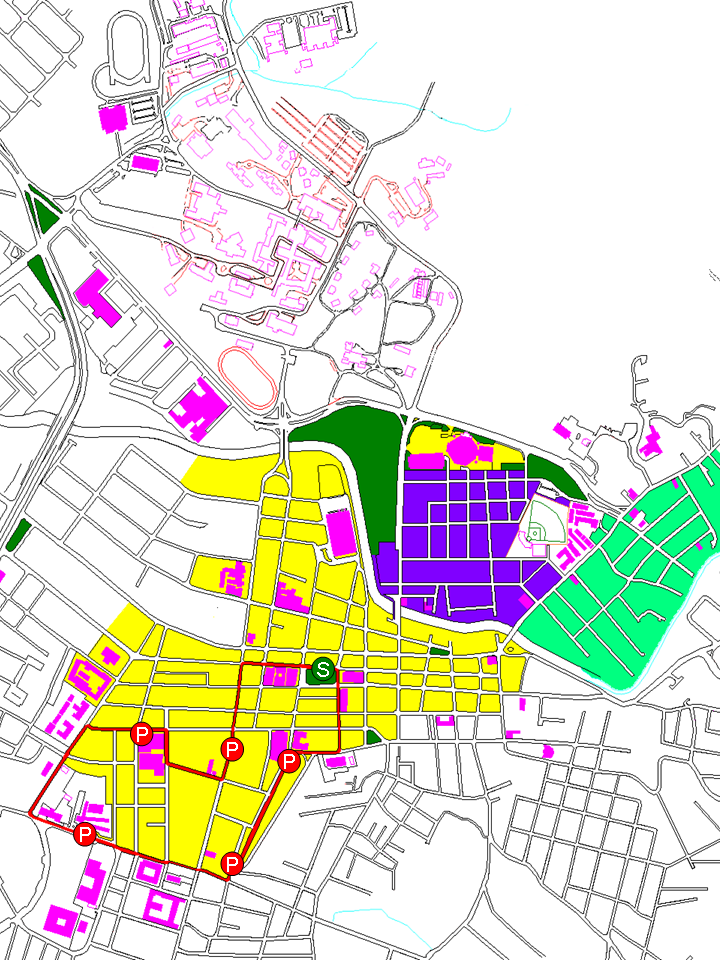
Paradas Ruta 2

##### Ruta 2
Se añade una nueva ruta que hace un recorrido por el lado sur del Centro Urbano.

-> Salida: Plaza de Colón (Calle Candelaria)
Paradas:
- Boulevard Eduardo Báez García Norte (Facultad de Derecho Eugenio María de Hostos)
- Boulevard Eduardo Báez García Sur (Cruce con Calle Carmen)
- Centro Gubernamental (Escuela Superior Urbana Eugenio María de Hostos)
- Plaza del Mercado (Calle Muñoz Rivera)
- Calle Betances (Frente a la antigua Casa del Dr. Betances)

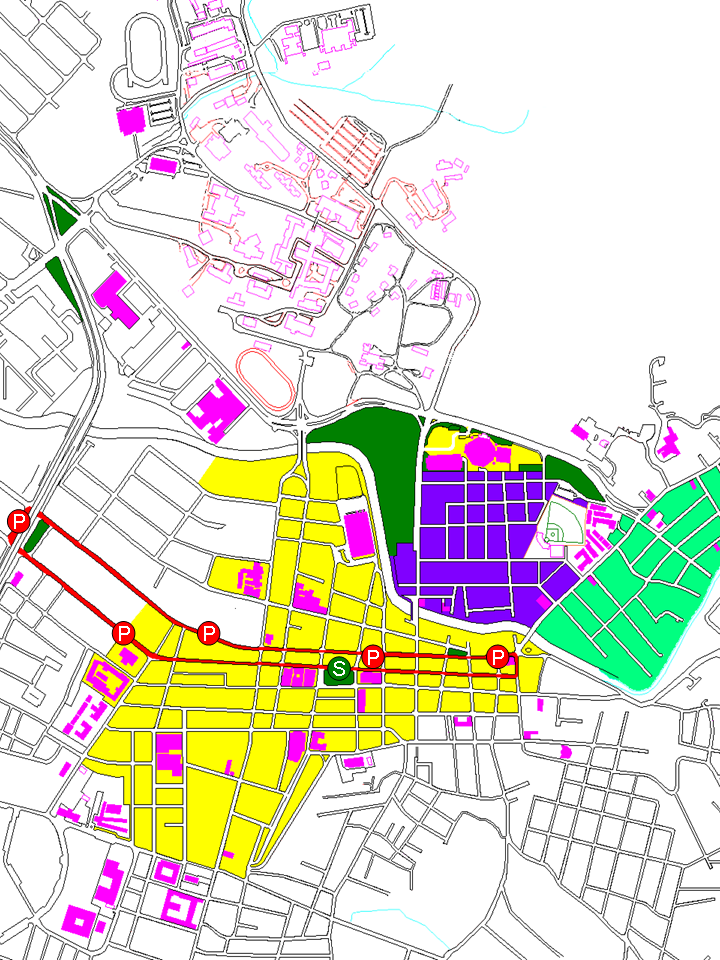
Paradas Ruta 3

-> Retorno a la Plaza de Colón

##### Ruta 3
Se añade una nueva ruta que hace la vuelta en circuito entre las calles Candelaria y Méndez Vigo.

-> Salida: Plaza de Colón (Calle Candelaria)
Paradas:
- Teatro Balboa (Calle Méndez Vigo)
- Hotel Howard Johnson (Calle Méndez Vigo)
- Sucursal bancaria en Calle Méndez Vigo (antiguo Westernbank, hoy Banco Popular)
- el Viaducto en la Carretera PR-2
- Correo Central (Calle Candelaria)

-> Retorno a la Plaza de Colón

##### Ruta El Maní
Recorrido entre el Centro Urbano de Mayaguez Pueblo y la Comunidad El Maní.

-> Salida: Plaza de Colón (Calle Candelaria)
Paradas:
- Terminal de Vehículos Públicos de Barcelona
- Brazo Gitano Franco (Calle Méndez Vigo)
- Residencial Monte Isleño
- Intersección PR-102 y PR-64
- Villas Centroamericanas
- Comunidad Quinto Centenario
- Comunidad El Maní

-> Llegada al Complejo Deportivo del Maní
- Comunidad El Maní
- Panificadora Ricomini en la PR 102
- Residencial Concordia
- Correo Marina Station (Calle Candelaria)
- Intersección frente el Viaducto en la Carretera PR-2 (Calle Candelaria)

-> Retorno a la Plaza de Colón

El Gobierno Municipal irá activando otras rutas posteriormente.(2020)

## Salud
Mayagüez cuenta con uno de los hospitales más antiguos de Puerto Rico en continuo funcionamiento: El Hospital San Antonio, fundado en 1865 por Ramón Emeterio Betances y Antonio Blanes. Fue administrado por el Municipio de Mayagüez hasta el 1998, y desde entonces es administrado por una corporación privada.
En el 1971 el Departamento de Salud del Estado Libre Asociado de Puerto Rico inaugura el Centro Médico de Mayagüez como institución de nivel terciario comparable con el Centro Médico de Río Piedras. Este hospital pasó a manos del Municipio de Mayagüez en 1998 y fue redenominado Hospital Universitario Dr. Ramón Emeterio Betances como se le conoce en la actualidad. Esta institución alberga actualmente una escuela de paramédicos, un centro de cardiología, un centro de salud mental y pronto se le dotará de un Centro de Traumas con helipuerto propio.

## Lugares de interés cultural
Parques y plazas
- Parque Infantil del Milenio
- Parque de Diego
- Parque de los Próceres
- Parque de El Litoral y Plaza de las Banderas Israel "Shorty" Castro Vélez
- Parque Luis Muñoz Marín
- Parque Suau
- Plaza de Colón (Plaza de Recreo)
- Plaza del Mercado

Edificios y sitios
- Casa Alcaldía
- Cementerio Municipal Antiguo de Mayagüez
- Cervecería India (ahora llamada Cervecera de Puerto Rico)
- Edificio de la Aduana (USCS)
- Estación Experimental Agrícola - TARS
- Estadio Centroamericano
- La casa china
- Malecón
- Mayaguez Mall
- Natatorio del Recinto Universitario de Mayagüez
- Palacio de Recreación y Deportes
- Parque Isidoro "Cholo" García
- Parroquia Episcopal San Andres (T.E.C)
- Iglesia Central Presbiteriana (PCUSA)
- Catedral de Mayaguez

Bibliotecas
- Archivo Histórico Municipal de Mayagüez (antiguo Teatro Riera)
- Biblioteca Municipal de Mayagüez
- Biblioteca Juvenil de Mayagüez
- Biblioteca General del Recinto Universitario de Mayagüez
- Planetario del Recinto Universitario de Mayagüez

Monumentos
- Monumento a Eugenio M.ª de Hostos (carretera PR-2 frente al Recinto Universitario de Mayagüez)
- Monumento a Pedro Albizu Campos (carretera PR-65)
- Monumento a Urayoán (Parque Lineal en el sector Barcelona)
- Monumento a Jaime Benítez (Plaza Central del Recinto Universitario de Mayagüez)
- Monumento al Veterano (frente al Terminal de Vehículos Públicos en el sector Barcelona)

Museos y teatros
- Centro Cultural Baudilio Vega Berríos
- Museo de Hostos
- Museo Casa Grande
- Teatro Yagüez
- Museo Casa Pilar Defilló (espacio cultural Pablo Casals)

## Universidades y colegios tecnológicos
- Universidad de Puerto Rico - Recinto Universitario de Mayagüez (RUM-CAAM)
- Pontificia Universidad Católica de Puerto Rico - Recinto de Mayagüez (PUCPR)
- Universidad Adventista de las Antillas (UAA)
- Universidad Carlos Albizu - Recinto de Mayagüez (UCA)
- NUC University - Recinto de Mayagüez (NUC)
- Instituto Comercial de Puerto Rico Junior College (ICPR)
- Instituto de Banca y Comercio - Recinto de Mayagüez (IBC)
- Escuela Hotelera de San Juan - Recinto de Mayagüez

## Instituciones de educación primaria y secundaria
Escuelas públicas de nivel elemental
- Elemental Luis Muñoz Rivera
- Elemental Mariano Riera Palmer
- Elemental Rafael Martínez Nadal
- Elemental "Olga Mas Ramirez"
- Elemental "Segundo Ruiz Belvis"
- Elemental "Maria Luisa Arcelay"

Escuelas públicas de nivel intermedio
- Intermedia Elpidio H. Rivera
- Intermedia Esteban Rosado Báez
- Intermedia José Gautier Benítez
- Intermedia Manuel A. Barreto
- Intermedia Maria Dolores Faria
- Intermedia "Elvira Ruperto Quiles"

Escuelas públicas de nivel superior
- Superior Vocacional Dr. Pedro Perea Fajardo (La Vocacional)
- Superior Urbana Eugenio Maria De Hostos
- Centro Residencial de Oportunidades Educativas de Mayagüez (CROEM)

Escuelas privadas de los niveles elemental e intermedio
- Academia de la Inmaculada Concepción (AIC)
- Academia Adventista del Oeste
- Academia Cristiana Catacumba
- Bella Vista Academy
- Casita Montessori de Mayaguez
- Colegio La Milagrosa
- Colegio Cristiano Oscar Correa Agosto
- Colegio San Benito (CSB)
- Sociedad Educativa del Suroeste (SESO)
- Theopolis Christian Academy
- Winnie's Active Learning Kids School (WALKS)

## Equipos deportivos
Mayagüez tiene su propio equipo de voleibol "Indios de Mayagüez", de baloncesto masculino "Los Indios", los cuales fueron campeones en el 2012 y femenino Las indias y de voleibol femenino "Las Indias". En el béisbol, los Indios de Mayagüez son el equipo que más campeonatos ha ganado localmente y actualmente son los campeones de la liga de béisbol(2013), y en el fútbol están los reconocidos Indios de Mayagüez FC, que actualmente juegan en la Liga metropolitana de fútbol y Liga Nacional de fútbol de Puerto Rico, la féminas fueron Campeonas por cinco veces consecutivas invictas.

## Ciudades hermanas
- Quiroga, México
- Cartagena de Indias, Colombia
- El Vendrell, España
- Santiago de los Caballeros, República Dominicana
- Baní, República Dominicana
- Callao, Perú

| Predecesor: Cartagena de Indias | Ciudad Centroamericana y Caribeña 2010 | Sucesor: Veracruz |

| Predecesor: Colima | Capital Americana de la Cultura 2015 | Sucesor: Valdivia |